# ヨハン1世 (クレーフェ＝マルク公)

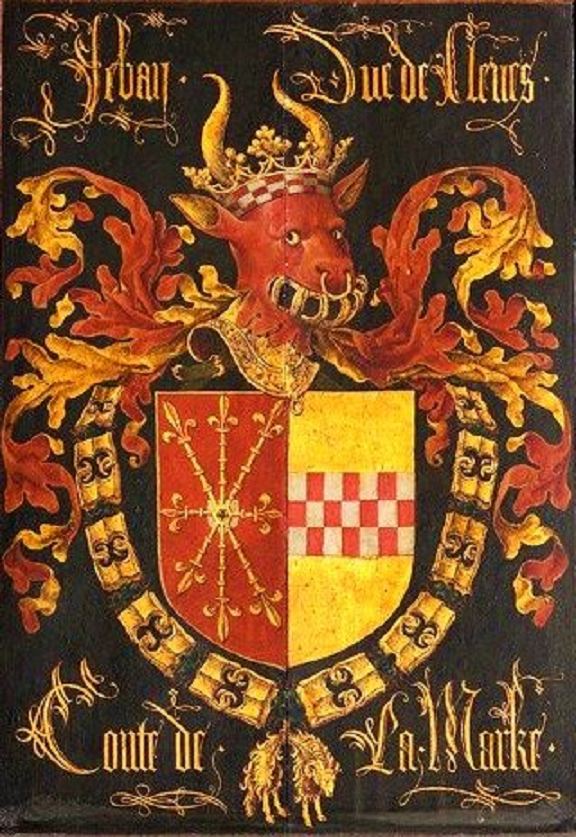
クレーフェ公およびマルク伯としてのヨハン1世の紋章

ヨハン1世（Johann I., 1419年2月16日 - 1481年9月5日）は、クレーフェ公（在位：1448年 - 1481年）およびマルク伯（在位：1461年 - 1481年）。

## 生涯
ヨハン1世はクレーフェ公アドルフ1世とブルゴーニュ公ジャン1世の娘マリーの息子である。ブリュッセルの叔父フィリップ善良公の宮廷で育った。1448年からクレーフェ公領を統治し、ジャンの父アドルフ1世に戦争を仕掛けた叔父ゲルハルトが死去した1461年以降、マルク伯領も統治した。
ヨハン1世はケルン選帝侯と3度争い、最終的にケルン大司教ループレヒトを破り、クサンテンとゾーストの町を征服した。これらの戦いで、ヨハン1世は叔父フィリップ善良公の支援を受け、クレーフェ＝マルクをブルゴーニュの勢力圏に引き入れた。ブルゴーニュ家の傍系出身のエリザベート・ド・ヌヴェールとの結婚は、ブルゴーニュの影響力を強めた。ヨハン1世はまた、ミュンスター司教位を巡る対立においてはホヤ家を支持した。
ヨハン1世はまた、1451年にブルゴーニュの金羊毛騎士団の騎士となり、騎士団の頸飾をつけた姿でロヒール・ファン・デル・ウェイデンにより肖像画が描かれている。1473年、ブルゴーニュ公シャルルがゲルデルン公領を征服するのを支援した。

## 結婚と子女
1455年4月22日、ヌヴェール伯ジャン・ド・ブルゴーニュの娘エリザベートと結婚した。2人の間には以下の子女が生まれた。
- ヨハン2世（1458年 - 1521年）[5] - クレーフェ＝マルク公
- アドルフ（1461年 - 1498年） - リエージュの律修司祭
- エンゲルベルト（1462年 - 1506年）[5] - ヌヴェール伯
- ディートリヒ（1464年）
- マリア（1465年 - 1513年）
- フィリップ[5]（1467年 - 1505年） - ヌヴェール、アミアンおよびオータンの司教